# 王裕文 (1962年)
王裕文（1962年9月—），男，汉族，中华人民共和国政治人物，现任中国共产党第二十届中央纪律检查委员会委员，司法部党组成员、中央纪委国家监委驻司法部纪检监察组组长。